# ベンソン (魚)
ベンソン（Benson） (1984年 – 2009年8月4日) は、イギリスで最も大きく、かつ愛されたコイ（"Britain's biggest and best-loved common carp"）である。ベンソンは13年の間に63回捕まえられたことにより人気になった。捕まえやすいことで彼女は有名になったのだが、その捕まえやすさ（accessibility）は 釣り名人の間で議論を巻き起こしたこともある。人民の魚（"the people's fish"）と呼ばれることもある。 en:Angler's Mailの読者投票により、2005年のBritain's Favourite Carpに選ばれた。
彼女にはもう一匹、元々ペアだったメスの魚がいた。彼女の元相棒はヘッジズという名前で、1998年のen:River Neneの洪水により姿を消した。二匹の名前は、ベンソンの背びれに煙草の火傷痕のような穴が空いている ことから、ベンソン&ヘッジスにちなんで名づけられた。体重が最も重かった2006年の時点で、ベンソンは29キログラムであった。
ベンソンは2009年8月4日に死んだ。25歳だった、彼女は死亡時、大きな犬と同じくらいの重さで、£20,000の値が付いた。
彼女が住んでいた湖の所有者は、釣り人が生のタイガーナッツを餌として使い、偶然その毒に中ったと主張している。その一方で、これを否定する証拠もある(後述)。他には、産卵中の合併症が死因としてあげられている。

## 名声
ベンソン は、ノーサンプトンシャーのen:Oundleのすぐ外のen:Tansorにあるen:Bluebell Lakesに含まれるKingfisher Lakeに住んでいた。魚の成長にとって最もよい環境を提供しているBluebell Lakesには150匹のコイがいて、彼女はその中の一匹だった。雑誌UK Carpの編集者であるSteve Broad は、ベンソンの名声は彼女の捕まえやすさ（her accessibility）に起因しているという。
熱心な釣り好きの間で、誰にでも通じる名前で大真面目に呼ばれているコイはおよそ20匹ほどしかいませんでした。ベンソンはその類の中では一番でした。ベンソンは捕まえやすいことで有名になりました。他の大きなコイとは違って、一日券な魚（a day-ticket fish）でした。誰でも彼女を釣ることに挑戦できるのです。
しかしながら、この非常な捕まえやすさは釣り名人の間で議論を醸した。「釣り人はいつだって彼女が好きだった。なぜなら一尾の巨大魚と写真を撮るチャンスがあったからだ。何人かのまじめな釣り人は彼女が好きではなかった。なぜなら彼女はあらゆる人に心を開くからだ」。
ベンソンはあまりに頻繁に釣り上げられていたため、かえって予測不可能な存在だった。「6か月間、毎週月曜日に必ずベンソンが捕まる時期があった。そして次の12か月間、彼女は姿を消してしまった。」

## 死亡
デイリー・テレグラフは、ベンソンは「毒に中った」と報道した。
魚にとって毒であり、彼らが代謝できないため体が膨れ上がる、大量の生のナッツが、岸の近くで見つかった。Bluebell LakesのオーナーであるTony Bridgefoot（53）は"無責任な釣り人たち"によって魚が殺されてきたのを恐れていたという。 「彼女の死去は、魚にとって有害な食物を導入したことによって引き起こされたようだ」。
最も可能性の高い死因はナッツの毒に中ったことではなく、産卵中の生殖に関する合併症であることが確認されている。

ベンソンの後継者になるような人気があってサイズも大きいコイは、ベンソンが出没した場所の付近にも棲息している可能性がある。「ベンソンが棲んでいたのと同じ水域は18キログラム（40ポンド）の魚が数多く棲息していることが見込める。22.5キログラム（50ポンド）以下の第三の巨大魚（the Z-Fish）がいて、今もまだ成長しているのだ」。